# Холтмаш
Холтмаш (чечен. ХьолтӀмаш) — традиционное национальное блюдо чеченцев, в состав которого входят кукурузная мука, пшеничная мука, вода, растительное масло, крапива, черемша, творог, соль, перец по вкусу. Время приготовления — около 45 минут.

## Описание
Для приготовления используют молодую крапиву и черемшу — их мелко рубят и слегка жарят. Затем смешивают с творогом, вливают в него растительное масло, добавляют соль, перец и перемешивают. Разбавляют кукурузную и пшеничную муку, вливают воду. Замешивают тесто. Из теста делают лепешки, с начинкой, соединяют края и приминают. Подают со сметаной или любым соусом.